# Clase Bremen
La clase Bremen fue una serie de siete cruceros ligeros construidos para la Armada Imperial Alemana a principios del siglo XX. Los siete barcos, Bremen, Hamburg, Berlin, Lübeck, München, Leipzig y Danzig, supusieron una mejora con respecto a la anterior clase Gazelle. Eran significativamente más grandes que la clase anterior, más rápidos y mejor blindados. Al igual que la clase precedente, estaban armados con una batería principal de diez cañones SK L/40 de 105 mm y un par de tubos lanzatorpedos.
Los barcos de la clase Bremen desempeñaron diversas funciones, desde cruceros de ultramar hasta buques de exploración y escuela. El Bremen y Leipzig fueron desplegados en las estaciones americana y asiática, respectivamente, mientras que los otros cinco barcos permanecieron en aguas nacionales con la Flota de Alta Mar. Al estallar la Primera Guerra Mundial en agosto de 1914, el Leipzig estaba en el Océano Pacífico en la Escuadra de Asia Oriental; entró en acción en la Batalla de Coronel en noviembre y fue hundido un mes después en la Batalla de las Malvinas. El Bremen fue hundido por una mina rusa en diciembre de 1915, pero los otros cinco barcos de la clase sobrevivieron a la guerra.
Tres de los barcos supervivientes, Lübeck, München y Danzig, fueron confiscados por el Reino Unido como trofeos de guerra tras el final de la guerra y vendidos para desguace. Los otros dos barcos, el Hamburg y el Berlin, se utilizaron como cruceros de entrenamiento durante la década de 1920. Fueron convertidos en buques cuartel a mediados de la década de 1930, función que desempeñarían durante una década. En 1944, el Hamburg fue hundido por bombarderos británicos y luego desguazado, mientras que el Berlin fue echado a pique de forma controlada en aguas profundas después del final de la Segunda Guerra Mundial para deshacerse de una carga de armamento químico.

## Diseño

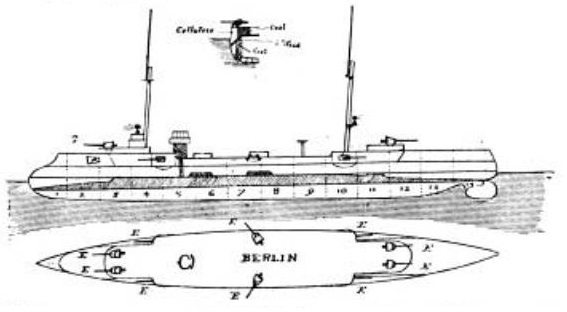
Esquema simplificado de la clase Bremen

La Ley Naval de 1898 autorizó la construcción de treinta nuevos cruceros ligeros en 1904, y dos cruceros por año; una enmienda aprobada en 1900 aumentó ese número a tres por año. En ese momento, el almirante Alfred von Tirpitz se había convertido en el jefe de la Reichsmarineamt (RMA—Oficina Naval Imperial), y favorecía una estrategia de concentrar la flota alemana en aguas nacionales, en lugar de dispersar numerosos buques en estaciones extranjeras.
Los cruceros clase Gazelle cumplieron con los requisitos de los primeros diez buques proyectados por la Ley Naval de 1898. El diseño de la clase Bremen fue una mejora incremental con respecto a la clase Gazelle, siendo las mejoras principalmente en tamaño y velocidad. Para dar cabida al sistema de propulsión más potente, se añadió un tercer embudo. La cubierta blindada también se engrosó significativamente. Tenían una superestructura reducida, no incluyendo ésta más que el pequeño puente de mando y los embudos, principalmente.
La Kaiserliche Marine había comenzado a experimentar con turbinas de vapor a bordo de pequeños barcos en 1901. A finales de año, Alfred von Tirpitz encargó al departamento de construcción que estudiara la posibilidad de equipar uno de los nuevos cruceros con turbinas, ya que prometían proporcionar mayor potencia al mismo peso. Además, la calidad de los motores de turbina se podía comparar con la de barcos idénticos que estaban equipados con motores de vapor de triple expansión. El 20 de enero de 1903 el káiser Guillermo II aprobó la decisión de equipar con los nuevos motores al cuarto miembro de la nueva clase, el Lübeck.
La clase Bremen marcó un cambio en las convenciones de nomenclatura de los cruceros alemanes; el káiser Guillermo II autorizó el uso de epónimos de ciudades para los nuevos barcos, tres de los cuales eran puertos importantes de la antigua Liga Hanseática, junto con Danzig, dos ciudades importantes de Baviera y Sajonia, además de la capital alemana. A la clase Bremen le siguió la clase Königsberg, que era muy similar a la Bremen, incluido el mismo armamento. Y al igual que la Bremen, un barco de esta clase, el Stettin, estaba equipado con turbinas, mientras que los demás conservaban maquinaria de triple expansión.

### Características generales
Los barcos de clase Bremen tenían 110,6 metros (362' 10,30") de eslora en la línea de flotación (LWL) y 111,1 metros (364' 6") de eslora total (LOA). Tenían una manga de 13,3 metros (43' 73/5") y un calado de 5,28 a 5,68 metros (17' 329/32" a 18' 73/5") en proa (Cpr). Desplazaron 3278 t (3226 LT; 3613 ST) según diseño y 3652 a 3816 t (3594 a 3756 LT) (4026 a 4206 ST) a plena carga (Δm). Los cascos de los barcos tenían cubiertas niveladas y una proa pronunciada. Estaban construidos con armazones de acero transversales y longitudinales, e incorporaban doce compartimentos estancos. Los cascos también tenían un doble fondo que abarcaba el 56 % de la longitud del casco.
Los barcos eran buenos buques, pero estaban mal balanceados y podían escorarse hasta veinte grados. También el oleaje salpicaba la cubierta a altas velocidades y sufrían de una ligera deriva a barlovento, que había que corregir con el timón. Sin embargo, los barcos viraban con poco radio de giro y eran muy maniobrables. En una curva cerrada, su velocidad cayó hasta un 35 %. Tenían una altura metacéntrica transversal de 0,58 a 0,61 metros (1' 1053/64" a 2'). Los barcos tenían una tripulación estándar de catorce oficiales y entre 274 y 287 entre suboficiales y marinería, aunque más adelante en sus carreras, estas cifras aumentaron a 19 y 330, respectivamente. Los barcos de la clase Bremen llevaban varios barcos más pequeños, incluido un picket boat, una pinaza, dos cúteres, dos yawls y un bote auxiliar.

### Maquinaria y propulsión

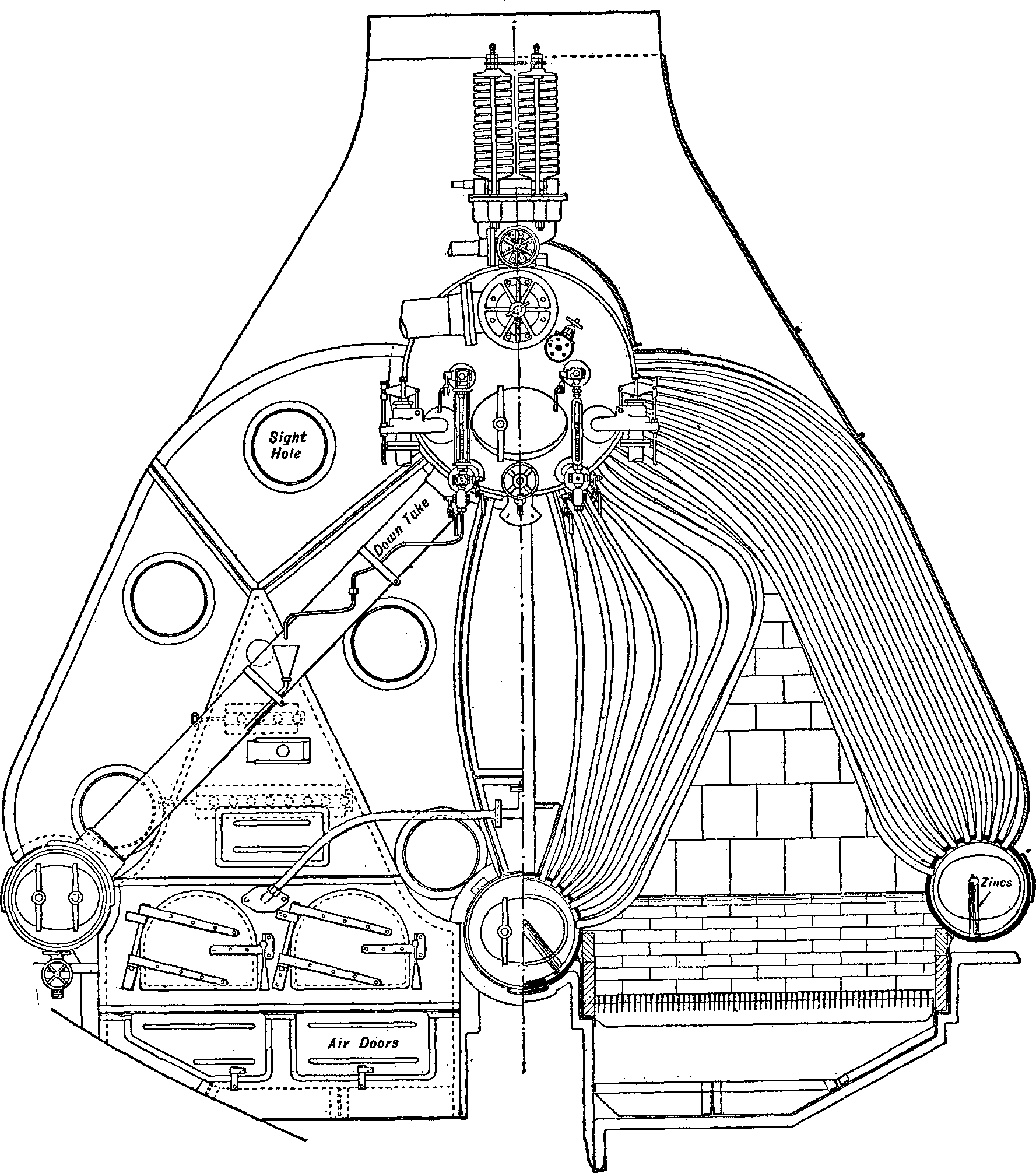
Esquema de una caldera Thornycroft-Schulz

Con la excepción del Lübeck, el sistema de propulsión de los barcos consistía en dos máquinas de vapor de triple expansión, que impulsaban un par de hélices de tornillo. En su lugar, el Lübeck fue equipado con un par de turbinas de vapor Parsons fabricadas por Brown, Boveri & Co. que accionaban cuatro hélices, en lugar de las dos que montaban el resto de buques de la serie. Los siete barcos estaban equipados con diez calderas acuotubulares de tipo marino alimentadas con carbón, que estaban conectadas en tres embudos en el centro del barco. El Bremen y Hamburg tenían tres generadores que producían una potencia total de 111 kW a 110 voltios; el resto de los barcos tenían dos generadores de 90 kW al mismo voltaje.
Los motores de triple expansión fueron diseñados para proporcionar 10 000 CV (9863 HP) ó 9 900 ihp para una velocidad máxima de 22 nudos (40,7 km/h; 25,3 mph), mientras que las turbinas del Lübeck tenían una potencia de 11.343 CV (11.188 hp) y una velocidad máxima de 22,5 nudos (41,7 km/h; 25,9 mph), aunque los siete barcos superaron estas velocidades en las pruebas de mar. Los barcos transportaban hasta 860 t (850 toneladas largas) de carbón, lo que daba a los tres primeros una autonomía de 4270 millas náuticas (7908,0 km; 4913,8 mi) a 12 nudos (22,2 km/h; 13,8 mph). Los motores de turbina menos eficientes del Lübeck redujeron su radio de acción a 3800 millas náuticas (7037,6 km), mientras que los últimos tres barcos de la clase tenían un alcance mayor, de 4690 millas náuticas (8685,9 km).

### Armamento y blindaje

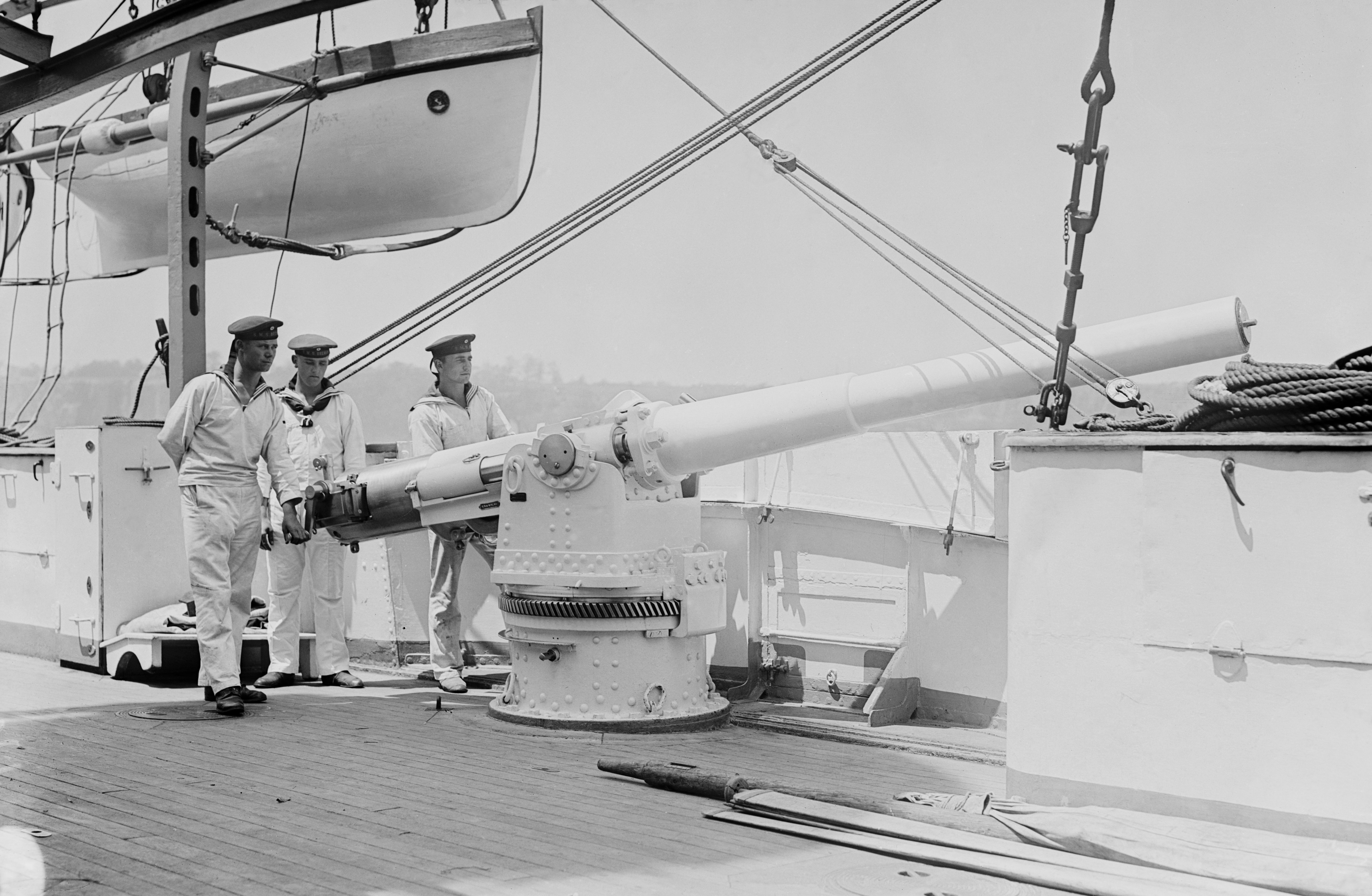
Cañón de 105 mm, sin el escudo balístico, a bordo del SMS Bremen

Los barcos de la clase estaban armados con diez cañones SK L/40 de 105 mm (4 9/64") en montantes individuales. Dos se colocaron uno al lado del otro sobre el castillo de proa, seis a media altura del barco (tres a cada costado) y dos uno al lado del otro en popa. Los cañones podrían atacar objetivos a una distancia de hasta 12 200 m (13 342 yd). Para defenderse contra los torpederos, estaban armados con diez cañones Maxim de 37 mm (1 29/64"). Su dotación era 1 500 cartuchos de munición, a razón de 150 proyectiles por arma. Los siete barcos también estaban equipados con dos tubos lanzatorpedos de 450 mm (17,7 plg) con cinco torpedos. Estos tubos estaban sumergidos en el casco en el costado.
Avanzadas sus carreras, el Bremen y el Lübeck aumentaron su potencia de fuego mediante la instalación de cuatro cañones SK L/45 de 150 mm (5 29/32") en lugar de los dos cañones delanteros y dos traseros originales de 105 mm, conservando, no obstante, los seis cañones laterales de 105 mm. Más tarde, el Lübeck instaló un par de tubos lanzatorpedos de 500 mm (19,7 plg) en soportes de cubierta, con cuatro torpedos.
La protección por blindaje para los miembros de la clase consistía en dos capas de acero con una protección de blindaje Krupp. Los barcos estaban protegidos por una cubierta blindada de hasta 80 mm (3,1 plg) de espesor. El blindaje inclinado de 50 mm (2 plg) de espesor proporcionaba cierta protección vertical, junto a los depósitos de carbón. La torre de mando tenía paredes de 80 mm (3,1 plg) de espesor y un techo de 80 mm (3,1 plg) de espesor. Los cañones de los barcos estaban protegidos por escudos balísticos de 50 mm (2 plg) de espesor.

## Buques de la clase
La clase Bremen la componían los siguientes siete buques:
| Nombre      | Astillero                | Puesta de quilla     | Botado                   | Asignado               | Baja                                                                         | Destino final                                                                                                |
| ----------- | ------------------------ | -------------------- | ------------------------ | ---------------------- | ---------------------------------------------------------------------------- | --- |
| SMS Bremen  | AG Weser, Bremen         | 1 de agosto de 1902  | 9 de julio de 1903       | 19 de mayo de 1904     | 17 de diciembre de 1915                                                      | Hundido al chocar con minas rusas en el Mar Báltico el 17 de diciembre de 1915.                              |
| SMS Hamburg | AG Vulcan, Stettin       | 1902                 | 25 de julio de 1903      | 8 de marzo de 1904     | 31 de marzo de 1931. Reconvertido como buque de alojamiento de tropas.       | Hundido el 27 de julio de 1944 por un bombardeo británico, reflotado en 1949 y desguazado entre 1949 y 1956. |
| SMS Berlin  | Kaiserliche Werft Danzig | 1902                 | 22 de septiembre de 1903 | 4 de abril de 1905     | 1 de octubre de 1935. Reconvertido como buque de alojamiento de tropas.      | Echado a pique en Skagerrak con armamento químico el 31 de mayo de 1947.                                     |
| SMS Lübeck  | AG Vulcan, Stettin       | 12 de mayo de 1903   | 26 de marzo de 1904      | 26 de abril de 1905    | 5 de noviembre de 1919. Asignado al Reino Unido el 3 de septiembre de 1920.  | Vendido para desguace el 12 de marzo de 1921, llevado a efecto entre 1922 y 1923.                            |
| SMS München | AG Weser, Bremen         | 18 de agosto de 1903 | 30 de abril de 1904      | 10 de enero de 1905    | 5 de noviembre de 1919. Asignado al Reino Unido el 6 de julio de 1920.       | Echado a pique como buque objetivo el 28 de octubre de 1921.                                                 |
| SMS Leipzig | AG Weser, Bremen         | 1904                 | 21 de marzo de 1905      | 20 de abril de 1906    | 8 de diciembre de 1914                                                       | Hundido en la Batalla de las Malvinas el 8 de diciembre de 1914.                                             |
| SMS Danzig  | Kaiserliche Werft Danzig | 1904                 | 23 de septiembre de 1905 | 1 de diciembre de 1907 | 5 de noviembre de 1919. Asignado al Reino Unido el 15 de septiembre de 1920. | Vendido para desguace el 17 de febrero de 1921. Desguazado entre 1921 y 1928.                                |

## Historial de servicio

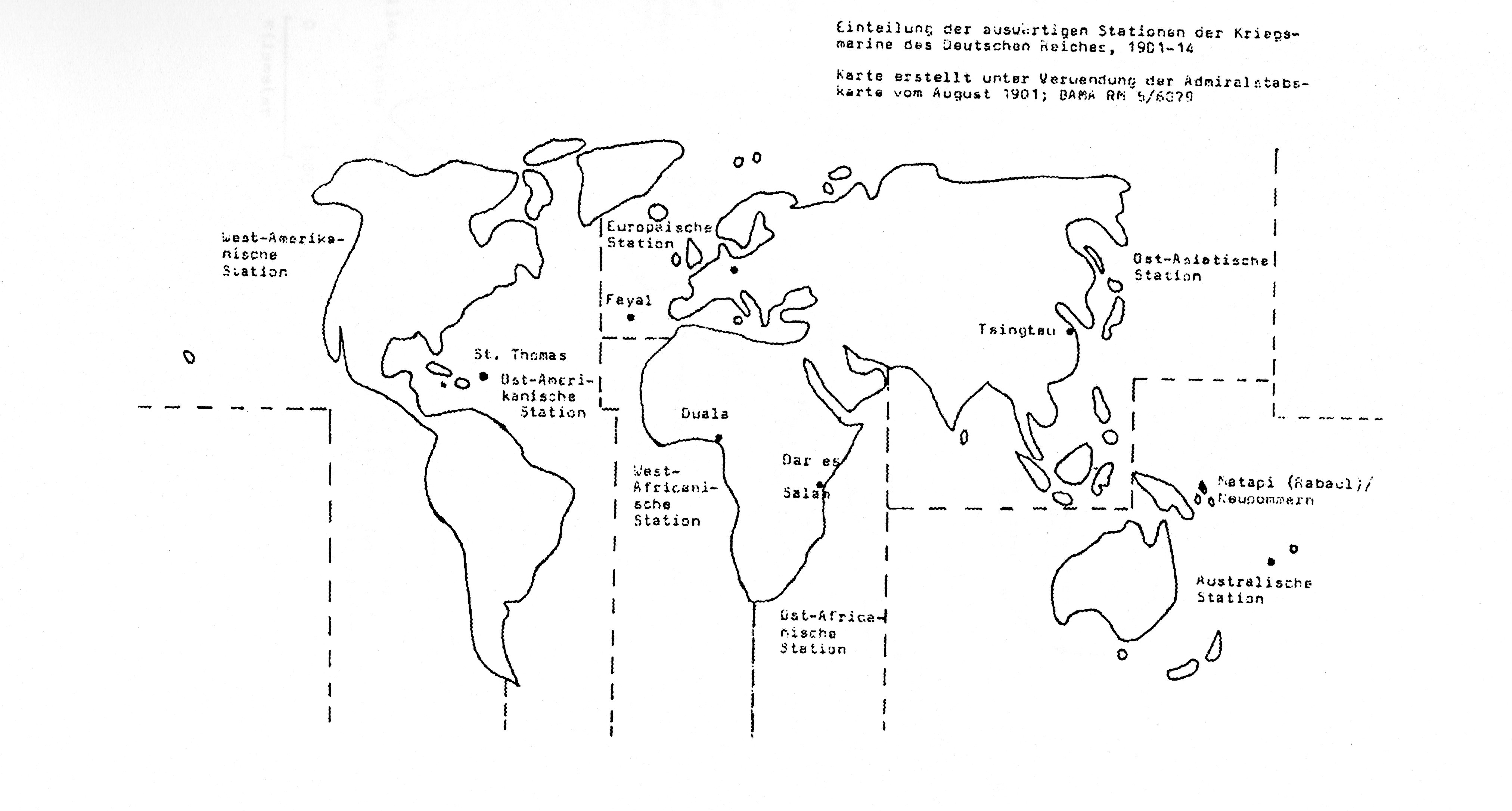
Mapa de las Auslandsstationen de la Marina Imperial alemana entre 1901–1914. Las "estaciones" referían a la posición del barco en cada una de las zonas en que se dividieron los océanos y no conllevaban necesariamente la posesión de colonias o concesiones en dichas estaciones.

Los barcos de la clase Bremen desempeñaron diversas funciones a lo largo de su carrera. El Bremen y el Leipzig sirvieron en aguas exteriores de 1905 a 1914; el primero regresó a Alemania poco antes del estallido de la Primera Guerra Mundial, y el segundo permaneció en la Escuadra de Asia Oriental. El Hamburg, Berlin, Lübeck y Danzig sirvieron en las fuerzas de reconocimiento de la Flota de Alta Mar después de su entrada en servicio. Mientras tanto, el München fue utilizado como barco de prueba de torpedos durante su servicio de preguerra. Los siete barcos entraron en acción durante la Primera Guerra Mundial, aunque sólo el Bremen y Leipzig se perdieron durante el conflicto.
Danzig estuvo presente durante la batalla de la bahía de Heligoland en agosto de 1914, pero no se enfrentó directamente a los barcos británicos. Sin embargo, rescató a los supervivientes del hundimiento del crucero SMS Ariadne. El Hamburg estuvo presente en la incursión en Scarborough, Hartlepool y Whitby en diciembre de 1914, donde se encontró brevemente, pero no se enfrentó, a las fuerzas ligeras británicas. Sólo un barco, el München, entró en acción en la batalla de Jutlandia el 31 de mayo y el 1 de junio de 1916, donde fue alcanzado por cinco proyectiles de calibre medio y sufrió daños moderados. Tres de los barcos, Bremen, Lübeck y Danzig, entraron en acción contra las fuerzas imperiales rusas en el Mar Báltico durante la guerra, incluso durante el asalto a la ciudad letona, entonces rusa, de Libau (en ruso Либава) y la Batalla del Golfo de Riga en 1915 y durante la Operación Albion en 1917. El Bremen chocó contra minas rusas en diciembre de 1915 y se hundió pereciendo la mayoría de su tripulación. El Leipzig, todavía en zonas de ultramar al comienzo de la guerra, entró en acción en las batallas de Coronel y las Islas Malvinas a finales de 1914. En la primera, se enfrentó al crucero británico HMS Glasgow, y en la segunda, fue alcanzado y hundido por el propio Glasgow y el HMS Cornwall.

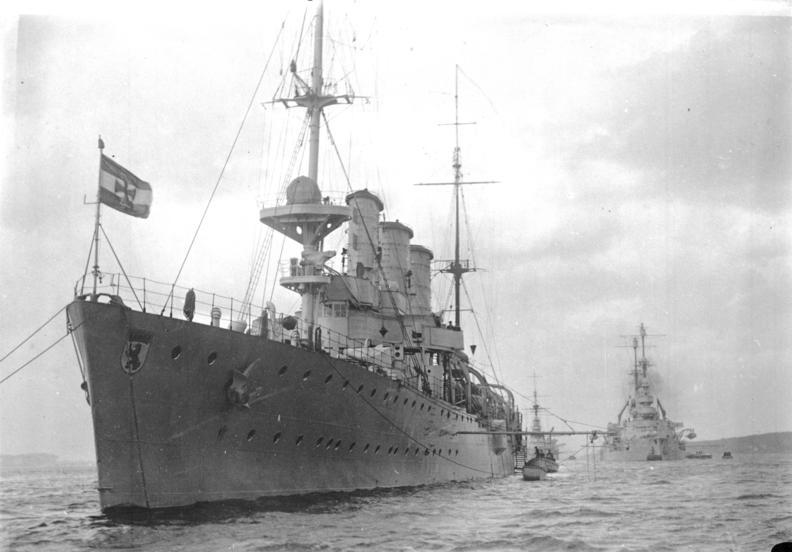
El SMS Berlin tras su modernización, en 1921—1923. Obsérvese como ha desaparecido el espolón de proa

El Berlín fue retirado del servicio en 1916 y desarmado. El München sufrió graves daños por una mina británica en octubre de 1916 y posteriormente fue dado de baja para su uso como buque cuartel. El Hamburg también se utilizó con mismo fin más avanzada la guerra, y el Lübeck se convirtió en buque escuela en 1917. El Danzig fue el último buque de la clase que abandonó el servicio activo, a finales de 1917. De los cinco barcos supervivientes, el Berlin y el Hamburg fueron conservados y adaptados por la recién reorganizada Reichsmarine como buques escuela. Los tres restantes, Lübeck, München y Danzig, fueron entregados como botín de guerra al Reino Unido, que los vendió para su desguace a principios de la década de 1920. El Hamburg y el Berlin siguieron adelante como cruceros de entrenamiento hasta finales de los años veinte y principios de los treinta; a mediados de la década de 1930, se habían convertido nuevamente en cuarteles flotantes. El Hamburg fue hundido por bombarderos británicos en 1944, y posteriormente reflotado y desguazado en 1949. El Berlin sobrevivió a la Segunda Guerra Mundial y fue cargado con armas químicas y echado a pique en el Skagerrak después de la guerra para deshacerse de las municiones.